# Datemi della musica
Datemi della musica è il secondo album in studio di Andrea Mingardi, pubblicato nel 1976.

## Produzione
Registrato negli studi Ricordi di Milano nel mese di luglio del 1976 (il tecnico del suono è Mario Carulli), è arrangiato da Natale Massara.
Tutte le canzoni sono scritte dallo stesso Mingardi.

## Tracce

### Lato A
1. Datemi della musica
2. Voglio fare il contadino
3. Intervista
4. Amleto
5. Paese inesplorato

### Lato B
1. Il presidente
2. Intanto nel mondo
3. Il pagliaccio
4. Fumare, volare
5. Solo

## Formazione
- Andrea Mingardi - voce
- Gilberto Rossi - batteria
- Gaetano Leandro - tastiera
- Romano Trevisani - chitarra
- Kamsin Urzino - contrabbasso
- Enzo Feliciati - tromba, armonica a bocca, flicorno
- Alan King - sax